# Гришине (Покровський район)
Гри́шине — село Покровської міської громади Покровського району Донецької області, в Україні. Входить до Гришинського старостинського округу.

## Загальні відомості
Межує з районним центром, містом Покровськ (колишнє станційне селище Гришине), землями Покровської міської ради та с. Новоолександрівка Добропільського району Донецької області.
Розташоване над річкою Гришинка, що є притокою річки Бик (притока Самари).

## Історія
Невелике поселення з'явилося у XVI сторіччі , коли запорозькі козаки поступово заглиблюючись у лівобережні степи просунулися в бік рік Самари та Вовчої і заснували ряд зимівників для охорони східних кордонів. Неподалік проходив Муравський шлях. Після створення Самарської паланки поселення знаходилось на її території і було відоме під назвою Гришине урочище  (балка ). Назва місцини походить від імені козака Дінського куріня, що в давні часи загинув у збройній сутичці з татарами та могила якого знаходилась на одній з місцевих вершин кряжу . Згідно Реєстру Війська Запорозького Низового, на 1756 рік в Гришиному знаходилося 4 зимівники Кущівського куріня , що ніс прикордонну варту.
Навколо Гришине знаходиться 18 курганів бронзової доби, знайдено сарматський меч та половецькі кам'яні статуї (кам'яні баби), що вказує на існування більш раннього поселення на цих землях.

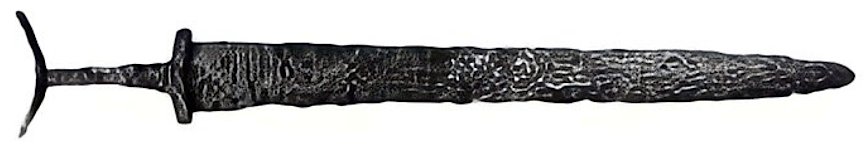
Сарматський меч із серпоподібним навершям (знайдений у Гришиному)

Наприкінці XVIII сторіччя, між 1780 і 1790 роками, на території колишнього козацького зимівника була утворена казенна слобода Гришине, що в 1802 році увійшла до складу Бахмутського повіту Катеринославської губернії. Слобода була заселена селянами-переселенцями з південних губерній. Також трохи згодом сюди переїхали кілька десятків польських родин. Відповідно до положень, що на той час існували, казенні селяни слободи одержали у подвірно-спадкове землекористування ділянки по З0 десятин. 
Місцеве правління очолював старшина (отаман), діловодство вів слобідський писар. Вироки виносили за рішенням сходу всієї громади. Головним заняттям жителів Гришинської слободи було землеробство і скотарство. Також серед місцевих жителів було поширене мисливство, рибальство та виготовлення побутових товарів на продаж. Окреме місце в житті слободи займав свого часу чумацький промисел, оскільки через Гришине проходив тракт з Катеринослава на Бахмут. 
З 1860 року і майже до кінця XX сторіччя в Гришине щороку проходили три триденні ярмарки. Мешканці навколишніх хуторів та сіл приїжджали сюди з полотном, худобою, кіньми, хлібом, різними ремісничими та побутовими виробами. 
Після реформи 1861 року Гришине стало волосним центром Гришинської волості Бахмутського повіту Катеринославської губернії. 
В 1913 році в Гришине за переписом було 1300 дворів, проживав 11 951 житель (5968 чоловіків і 5983 жінки), працювали два парові млини та функціонував Свято-Покровський храм. Надільної землі було 14 282 десятини.
В 1914 році, на початку першої світової війни, до армії призвали близько половини дорослого чоловічого населення. Було реквізовано значну частину коней та худоби. Цим фактом скористався місцевий осередок більшовиків, розпочавши підпільну роботу з дискредитації місцевої влади, завербувавши частину місцевого населення.
У період озброєного протистояння ворогуючих сил з 1917 і до кінця 1919 року влада в поселенні постійно змінювалась.

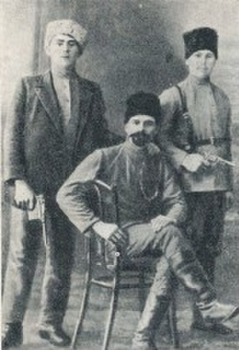
Й. І. Тютюнник (сидить), Д. Я. Воробйов і С. І. Тютюнник (стоять зліва направо), 1919 рік

Для придушення антирадянських настроїв, зміцнення та покращення фінансового становища радянської влади на місцях, під керівництвом Д. Я. Воробйова в 1921—1922 роках був майже повністю реквізований зібраний місцевим населенням врожай. Це стало основною передумовою загибелі від голодної смерті частини місцевого населення та причиною зриву посівної 1923 року. Лише навесні 1924 року, радянська влада намагаючись стабілізувати ситуацію та створити лояльний осередок серед місцевого населення започаткувала сільськогосподарське товариство, якому виділила зерно та надала в тимчасове користування сільськогосподарську техніку для початку посівної. 
З 1925 по 1930 роки силами місцевих жителів в селі було створено понад 100 приватних господарств. 
З 1930 по 1932 роки радянська влада в особі голови сільради М. М. Ланцова та місцевих комуністів організувала в селі колективізацію приватного майна. Мобілізувавши маргінальну частину населення та озброївшись, вони почали терор щодо приватних господарств та заможних селян. Протистояння не обійшлось без погроз та підпалів. Дехто з місцевих підприємців захищав своє майно зі зброєю в руках, але їх спротив було придушено. Багато селян добровільно знищували власне майно під час рейдів, аби воно не дісталося загарбникам. Частину місцевих мешканців було вислано до Сибіру за непокору владі.
У період з 1932 по 1933 роки мешканці села були поставлені на межу виживання поборами діючої влади, частина з них померла голодною смертю.

В 1932 році на підставі Постанови ВУЦВК «Про утворення Донецької області» було створено Гришинський район, що включав колишні території Гришинської, Криворізької, Святогорівської і Сергіївської волостей. В 1934 році центр району було перенесено до залізничної станції Гришине (сучасний Покровськ) та разом з Гришинським районом було перейменовано на Постишеве (потім в 1938 році на Красноармійське, пізніше в 1962 році на Красноармійськ та в 2016 році на Покровськ).

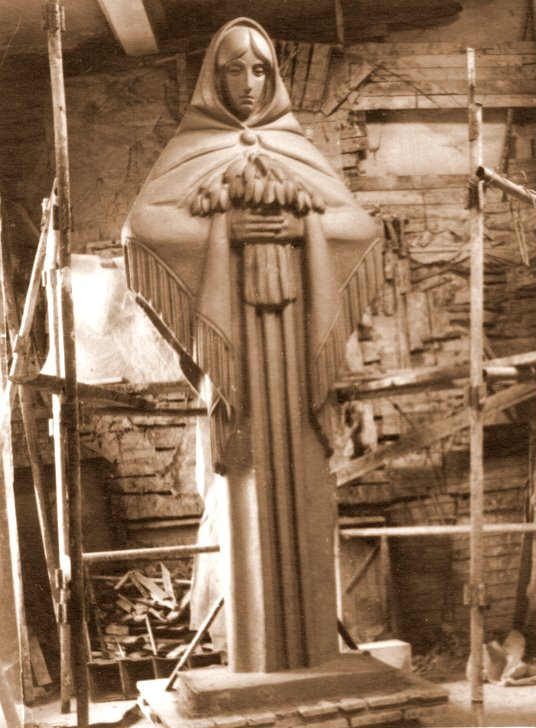
Пам'ятник «Слава»

В 1941 році, під час Другої світової війни, багато чоловіків з села було мобілізовані на фронт. Ті що залишилися, брали участь у будівництві оборонних споруд та вели сільськогосподарську діяльність. З 21 жовтня 1941 року Гришине було під окупацією німецьких військ, в 1943 році тут проходила лінія фронту та тривали запеклі бої. 8 вересня 1943 року, силами частин 3-ї гвардійської армії під командуванням генерал-лейтенанта Д. Д. Лелюшенка, Гришине було звільнене від окупаційних військ.
Загалом, під час другої світової війни до лав радянської армії було призвано 463 мешканці села Гришине, 288 з них загинули, 142 були нагороджені за мужність та героїзм орденами та медалями. 
В 1956 році, на місці братської могили загиблих воїнів Південно-Західного фронту було встановлено пам'ятник. В 1983 році його було реконструйовано та встановлено пам'ятник «Слава» роботи Леоніда Артемовича Бриня.
Див. також: Шахти села Гришине, Роз'їзд № 6.

## Населення
Згідно з переписом УРСР 1989 року чисельність наявного населення села становила 2509 осіб, з яких 1156 чоловіків та 1353 жінки.
За переписом населення України 2001 року в селі мешкали 2254 особи.

### Мова
Розподіл населення за рідною мовою за даними перепису 2001 року:
| Мова       | Відсоток |
| ---------- | -------- |
| українська | 92,56 %  |
| російська  | 7,13 %   |
| білоруська | 0,18 %   |
| вірменська | 0,09 %   |

## Релігія[9][10]
В 1773 році в Гришине було побудовано першу дерев'яну православну Покровська церкву.
В 1804 році на місці дерев'яної, було зведено кам'яну церкву з дерев'яним верхом.
В 1957 році, за безпосередньої участі представників радянської влади церкву було понівечено, розграбовано та перетворено на зерносховище.
В 1989 році, рішенням Донецької облради від 12.07.1989 року за № 222 напівзруйновану будівлю церкви взято на державний облік як пам'ятник архітектури.
В період з 2001 по 2003 рік, силами протоієрея Василя Кійко та місцевої громади церкву було відновлено.
В 2005 році Свято-Покровський храм села Гришине освятив митрополит Іларіон.
На даний момент храм повністю функціонує. В ньому представлені ікони написані в Києво-Печерській лаврі, на горі Афон та чернігівськими майстрами іконопису. Церковний іконостас храму виготовлений в Почаївській лаврі.

## Відомі люди

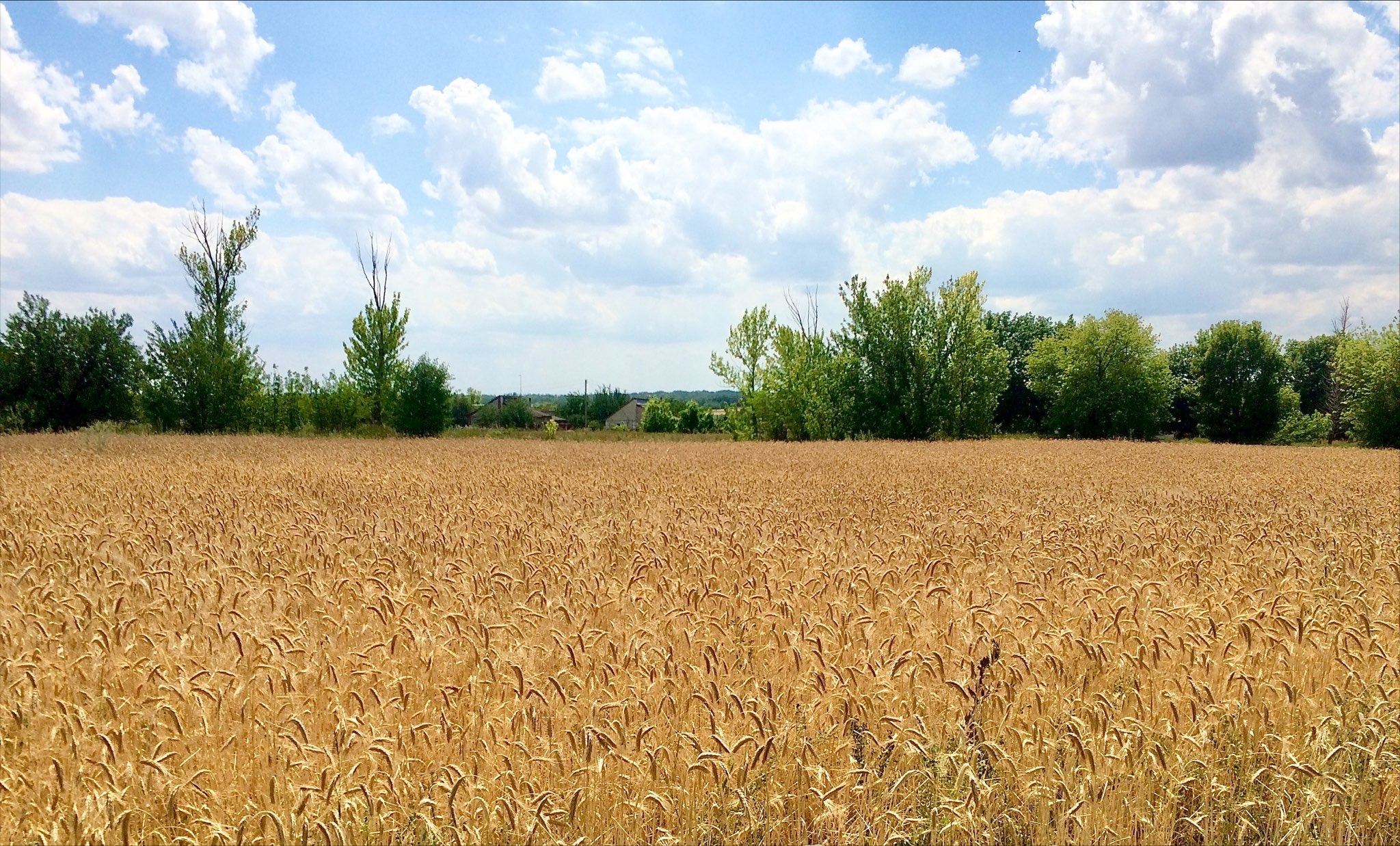
Гришине, 2018 р.

- Москаленко Кирило Семенович (1902—1985 рр.) — Маршал Радянського Союзу (1955 р.), двічі Герой Радянського Союзу (1943 р., 1978 р.).
- Щепенко Микола Назарович (1915—1995 рр.) — український письменник, член Національної спілки письменників України.
- Гриценко Дмитро Спиридонович (1938—2013 рр.) — кавалер двох орденів Трудового Червоного Прапора, ювілейна медаль "За доблесну працю", медаль "За трудову доблесть", срібна медаль ВДНГ «За досягнуті успіхи у розвитку народного господарства СРСР».
- Соловйова Наталія Петрівна — Герой Соціалістичної Праці (1975 р.).
- Біленко Микола Назарович — кавалер ордену Леніна.
- Макаров Василь Макарович — кавалер ордену Знак Пошани.
- Лазник Віктор Гаврилович — кавалер ордену Знак Пошани.
- Воробйов В. М. — кавалер ордену Трудового Червоного Прапора.
- Руденко А. Н. — кавалер ордену Знак Пошани.
- Лазник Віктор Трифонович — кавалер ордену Леніна.
- Бондаренко Катерина Миколаївна — заслужений діяч мистецтв України.
- Івлєв Юрій Васильович — лауреат Державної премії України в галузі науки і техніки (2014 р.) [12].
- Белицький Леон Валерійович — український спортсмен-гирьовик, багаторазовий переможець міжнародних змагань.